# Капанема (Парана)
Капанема (порт. Capanema) — муниципалитет в Бразилии, входит в штат Парана. Составная часть мезорегиона Юго-запад штата Парана. Входит в экономико-статистический микрорегион Капанема. Население составляет 17 405 человек на 2006 год. Занимает площадь 418,705 км². Плотность населения — 41,6 чел./км².
Праздник города — 14 ноября.

## История
Город основан 14 ноября 1951 года.

## Статистика
- Валовой внутренний продукт на 2003 год составляет 201 416 656,00 реалов (данные: Бразильский институт географии и статистики).
- Валовой внутренний продукт на душу населения на 2003 год составляет 11 323,81 реалов (данные: Бразильский институт географии и статистики).
- Индекс развития человеческого потенциала на 2000 год составляет 0,803 (данные: Программа развития ООН).

## География
Климат местности: субтропический.